# Sowinka
Sowinka (lub Sowina) – potok powstały w obrębie wsi Sowina, Góra Wilcza (404,3 m n.p.m.)
Wpływa do potoku Liczkówka we wsi Bieździadka, który jest dorzeczem Wisłoki w Kołaczycach